# Chemiosmoza

Schemat chemiosmozy

Chemiosmoza – proces biochemiczny polegający na przemieszczaniu protonów przez błony białkowo-lipidowe z wytworzeniem ATP. Pojęcie to wprowadził Peter D. Mitchell tłumacząc powstawanie ATP w mitochondriach, polegające na zamianie energii zgromadzonej w postaci gradientu elektrochemicznego na energię wiązań ATP. W toku dalszych badań wykazano, że ATP wytwarzane jest przez syntazę ATP wykorzystującą energię gradientu elektrochemicznego.

## Model chemiosmotyczny
Model chemiosmotyczny tłumaczy syntezę ATP związaną z transportem elektronów. W 1961 r. Peter D. Mitchell zaproponował model chemiosmotyczny oparty na wynikach badań przeprowadzonych na bakteriach. W 1978 otrzymał za tę pracę Nagrodę Nobla. Mitchell zaproponował, że transport elektronów i fosforylacja oksydacyjna (synteza ATP) są powiązane z sobą przez gradient protonów w poprzek wewnętrznej błony mitochondrium. Zgodnie z modelem chemiosmotycznym stopniowy przepływ elektronów z NADH lub FADH2 przez układ przenośników elektronów na tlen powoduje uwalnianie energii. Jest ona wykorzystywana do przepompowania protonów przez wewnętrzną błonę mitochondrium do przestrzeni międzybłonowej.
Protony są przenoszone przez wewnętrzną błonę mitochondrialną przy udziale trzech kompleksów przenośników elektronów, które uczestniczą w poszczególnych etapach transportu elektronów. Różnica w stężeniu protonów (H+) między matriks mitochondrium a przestrzenią miedzybłonową stanowi energię potencjalną (podobnie jak woda spiętrzona w zaporze).
Wewnętrzna błona mitochondrium jest nieprzepuszczalna dla protonów, które mogą powrócić do matriks jedynie przez specjalne kanały znajdujące się w błonie wewnętrznej. Kanały te utworzone są przez cząsteczki enzymu – syntazy ATP. Syntaza ATP tworzy kompleksy zwane zespołami oddechowymi, występujące na wewnętrznej powierzchni błony mitochondrium. W miarę przesuwania się protonów zgodnie z gradientem energetycznym (tzn. poprzez kanały syntazy ATP na drugą stronę wewnętrznej błony mitochondrium) uwalnia się energia, którą syntaza ATP wykorzystuje do tworzenia ATP.